# Crocanthes zonodesma
Crocanthes zonodesma is een vlinder uit de familie van de Lecithoceridae. De wetenschappelijke naam van de soort is voor het eerst geldig gepubliceerd in 1900 door Lower.